# 底渣
「底渣」（Bottom Ash）即焚化爐之「爐床篩灰」與「爐尾底渣」合稱，其來源為垃圾車將垃圾清運進廠後，傾倒入垃圾場垃圾貯坑，接著藉由吊車將垃圾運送至焚化爐內進行處理。垃圾經高溫焚燒後因含有不易燃燒完全之固體廢棄物，致殘留小部分灰及渣，殘留下的渣即為焚化底渣。當焚化底渣經篩分處理及穩定化處理後，所生產出的級配粒料稱為「焚化再生粒料」。
透過篩分、破碎及篩選，並且通過戴奧辛與重金屬溶出檢測，確認對環境無害才可以再利用。可製成再生粒料，作為天然土石資源替代，減少土石資源開採，減緩環境破壞。依據行政院環保署公佈的CLSM規範，可添加於道路回填、消波塊、人行道透水磚等，參配比並不會影響工程品質。

## 來源
垃圾在高溫燃燒的過程中，可燃物質會氧化成為安定氣體，不可燃物則轉化組成為無機物。垃圾在焚化爐燃燒完成後會排出篩灰、爐床灰、鍋爐灰、飛灰等四種物質。其中篩灰與爐床灰被歸類為「焚化底渣」，鍋爐灰與飛灰歸類為「飛灰」，焚化底渣與飛灰兩者皆統稱為「焚化灰渣」。底渣經處理後可作為再生粒料，運用於工程或產品原料。

## 基本特性

### 物理特性
垃圾焚化底渣屬多孔隙非均質混合物（heterogeneous），有高比表面積。濕潤時外觀呈深灰色，烘乾後則呈灰白色。粒徑分佈範圍極大，主要集中於2.38~25.4 mm(佔總和50%以上)。另臺灣國內相關研究指出，底渣成分當中，粒徑大於100mm者約佔20%以上，多為金屬、熔渣及建築廢料，而小於20mm部分僅佔約10%。
焚化底渣顆粒表面小孔洞，是在高溫熔融狀態下，突經水淬冷卻（quenching）排出而產生，含較多水分（約15~25%），孔隙率較大，若經壓實後密度可達1600kg/m3以上，水力傳導係數(Hydraulic Conductivity)可達10-6cm/s以下，有益利用於掩埋覆土要求。而底渣乾固體物密度約950 Kg/m3以上，細顆粒比重為1.5~2；粗顆粒約1.8~2.4，且比重會隨著時間增加而增加，最後則趨於穩定。國內外研究顯示底渣具惰性、質輕、強度高、壓縮性低及無塑性等特性，可再利用於土木工程，惟須注意底渣再利用品較天然建材易脆裂及磨損率較高問題，且底渣相較於砂石而言具較低之比重且吸水率較高，故不用在建築物上而是多用在低強度的道路基底層中。

### 化學特性
底渣大部分由SiO2、CaO、MgO、K2O、Na2O、Al2O3、Fe2O3等氧化物組成 佔78~91%，其中又以SiO2和CaO佔最大部分。重金屬成分包含重金屬Pb、Zn、Cu、Ba等。臺灣採用TCLP毒性特性溶出試驗做為底渣使用上的檢測標準。

## 各國底渣再利用

### 荷蘭
十多年來荷蘭積極推動再利用政策，其再利用的政策目標是為了保護土壤及地下水。透過訂立相關完善的配套法規與規範，與業界充分合作，以及配合教育宣導。現在幾乎所有的事業廢棄物都已再利用，焚化底渣再生粒料於營建材料市場推廣順利，是全世界底渣再利用率最高，幾乎達100%的國家。其底渣多應用在道路、堤防及路基材料。
底渣再利用的相關法規內容要求「廢棄物的分類務必落實」、「建立土壤與地下水基線資料」能判斷底渣使用時汙染物釋出環境的最大容許值、具公信力可依循的「標準溶出測試方法」，「建築材料辦法」有著清晰合理的使用與許可規範來保護環境。

### 德國
德國LAGA法規對於灰渣究竟應掩埋處置或再利用，訂有Z0~Z4不同等級的判定基準。德國法規對灰渣再利用規定相當嚴格，灰渣產生後須貯存至少三個月以上，以減少水份含量及使其充分熟化，使用前必須去除鐵塊且經篩分，且在應用上須在地下水位上方至少1公尺以上。

### 美國
美國規定焚化底渣運離垃圾資源回收廠前，必須先進行TCLP毒性特性溶出試驗，以判定是否為有害廢棄物，至於貯存及清除處理皆由各州政府自行決定。對於底渣再利用的方式，多作為瀝青混凝土鋪面粒料、道路與停車場底層鋪設、混凝土級配粒料、掩埋場覆土及人工魚礁等用途。例如，1969年美國Cincinnati Mill河污水處理廠在原為垃圾焚化灰渣及建築廢棄土的掩埋場上進行擴建工程時，曾發現掩埋場內之掩埋材料工程性質良好，故於興建池槽時以挖掘出的掩埋材料構築處理池圍堤；另在佛羅里達州Tampa市，曾以放置一年後之焚化灰渣來取代路基材料，經試驗亦發現其夯實效果頗佳；而其中又以美國聯邦高速公路局利用經分選後適當粒徑底渣做為道路鋪面及基底材料替代骨材之應用實例最多，其所屬研究機構Turner-Fairbank Highway Research Center亦頒布廢棄物及副產品材料應用於鋪面工程之使用指引詳述如焚化底渣等再生材料於使用前之「評估架構」。

### 日本
日本於1992年修正公告的《廢棄物處理法》及其《施行規則》中，將每日處理量大於五公噸之垃圾焚化處理設施產生之「集塵飛灰」列為「特別管理一般廢棄物」加強管理並規定「集塵飛灰」應與焚化爐之即底渣分離，分別排除及收集貯存。處理技術依據指定的標準程序來規定需採加酸萃取法、藥劑穩定法、水泥固化法及熔融燒結法等四種方法之一或以上來妥善處理。並且在「廢棄物清理法」中同時規定1998年以後設置之焚化廠，需併同設置熔融設備，處理焚化底渣及飛灰，而對於飛灰熔融處理則仍在示範及實驗階段；現在日本的灰渣熔融廠併設在2001年達21座，熔渣產量可達二十萬噸，而在1995年有17%之熔渣應用在掩埋覆土、路基材料、交鎖磚及瀝青骨材等。

### 法國
要求使用在道路及堤防工程的底渣再生粒料，需符合特定標準，且需經由具有品質保證的設備所產生。針對應用於道路工程的規範，規定焚化底渣再生粒料需符合所規定的低汙染材料標準，才可以作為級配粒料的替代物使用。

### 臺灣
臺灣的底渣再利用主要是依據《垃圾焚化廠焚化底渣再利用管理方式》，規定使用前需經過篩分、破碎或篩選等前處理，並視用途的需要再採穩定化、熟化或水洗方式來處理。製成的資源化產品可再利用於道路級配粒料底層及基層，基地填築及路堤填築、控制性低強度回填材料、混凝土添加料、瀝青混凝土添加料、磚品添加料及水泥生料等。經再利用的產品受《垃圾焚化廠焚化底渣再利用管理方式》規範使用地點限制來保護環境，透過申報及品保品管三級管理〈第一級自主品質管制、第二級品質保證、第三級品質查核〉來確保底渣再利用時，無污染地下水源或土壤之情形。

## 臺灣底渣每年總產量
底渣約占垃圾焚化量15~20%。
|                          | 93年      | 94年      | 95年      | 96年      | 97年      | 98年      | 99年      | 100年     | 101年     | 102年     | 103年     | 104年     |
| ------------------------ | --------- | --------- | --------- | --------- | --------- | --------- | --------- | --------- | --------- | --------- | --------- | --------- |
| 垃圾進廠焚化處理量(公噸) | 5,611,505 | 5,615,930 | 5,683,033 | 5,948,765 | 6,110,838 | 6,092,929 | 6,235,390 | 6,355,422 | 6,404,987 | 6,349,913 | 6,294,479 | 6,534,388 |
| 底渣出廠量(公噸)         | 855,923   | 861,094   | 858,290   | 869,528   | 943,930   | 951,361   | 992,583   | 1,079,353 | 1,060,376 | 999,116   | 937,177   | 970,966   |

## 臺灣底渣再利用現況
與底渣再利用相關的法令有《廢棄物清理法》、《資源回收再利用法》、《垃圾焚化廠底渣再利用管理方式》，及行政院公共工程委員會的《施工管理相關規定》、《品質管理相關規定》等，法令訂立與公告時間與現況追求物質永續管理、零廢棄等有落差，一直以來政府雖想要推動循環經濟政策，但配套及多方法令的修正未跟上，民眾對於底渣再利用的觀念陌生，令底渣再利用步入困境，不只在政府及議會間陷入攻防戰 ，環保企業等也無所遵循，底渣再利用成了各縣市政府需面對及解決的問題。

## 相關
- 混凝土
- 焚化爐
- 消波塊
- 環境保護
- 廢物再利用
- 垃圾焚燒